# コトヒラ工業
コトヒラ工業株式会社（コトヒラこうぎょう）は、長野県東御市に本社を構えるユニットバスパネル、半導体検査装置等の産業機械装置、大型製缶加工、板金加工、切削部品加工等のOEM製造、クリーンルーム機器、集塵機、靴衛生機器、電解次亜水生成装置、微酸性電解水生成装置、殺菌脱臭機器・バイオトイレ、スキー関連什器を開発、製造、販売している企業である。

## 沿革
- 1940年（昭和15年） - 東京都五反田においてコトヒラ製作所を総業。軍事用金属加工品を製作。
- 1945年（昭和20年） - 戦争激化に伴い長野県上田市へ工場疎開。コトヒラ工業株式会社を設立。資本金18万円。
- 1960年（昭和35年） - 上田市大屋に本社工場を新設。
- 1969年（昭和44年） - 工場誘致により長野県小県郡東部町（現東御市）に本社工場を開設。
- 1971年（昭和46年） - ユニットバスパネルの製造を開始。資本金を2250万円に増資。
- 1984年（昭和59年） - 本社所在地を上田市大屋から小県郡東部町に移転。また、株式会社メカニカルがコトヒラグループに入る。資本金を4000万円に増資。
- 1987年（昭和62年） - ユニットバスパネル専用工場として、長野県佐久市に佐久工場を開設。
- 1997年（平成9年） - LRQA ISO9001の認証を取得。
- 2000年（平成12年） - LRQA ISO14001の認証を取得。
- 2003年（平成15年） - 日本品質奨励賞TQM奨励賞を受賞。電気用品製造事業者登録（電気用品安全法）。
- 2006年（平成18年） - 機械加工設備の増強。自社ブランド製品開発・製造・販売を本格派させる。
- 2007年（平成19年） - 組立工場及び切削工場を増築。
- 2008年（平成20年） - 大型機械加工設備導入（門型五面加工機）。
- 2012年（平成24年） - JICQA ISO9001、ISO14001の認証を取得。
- 2013年（平成25年） - 「NAGANOものづくりエクセレンス2013」に選ばれる。
- 2015年（平成27年） - 創立70周年を迎えた。
- 2016年（平成28年）- 大型製缶加工工場が完成（塗装も内製化へ）。手塚久仁彦が代表取締役社長に着任。
- 2019年（令和元年） - 微酸性電解水生成装置を開発し、販売開始。
- 2020年（令和2年） - 一般社団法人日本電解水協会の正会員に加盟。
- 2021年（令和3年） - 手塚仁也が代表取締役社長に着任。
- 2022年（令和4年） - 公益社団法人日本空気清浄協会の正会員に加盟。 ／ 一般財団法人日本粉体工業技術協会の正会員に加盟。

## 主な商品
クリーンルーム機器、集塵機、靴衛生機器、電解次亜水生成装置、微酸性電解水生成装置、殺菌脱臭機器、バイオトイレ、スキー関連什器など。

## 主な保有設備
パイプ加工機（2台）、焼鈍炉、ブラスト装置、5面加工門型マシニングセンター（4台）、CNSジグボーラー（2台）、三次元座標測定機、粉体塗装（ライン・バッチ）、レーザー･パンチ複合機（2台）、ファイバーレーザー溶接ロボットなど。

## その他
- マラソンの小山祐太が所属
- 軟式野球部が2022年、高松宮賜杯第66回全日本軟式野球大会（2部）において全国ベスト4に入る
- 冬場のイルミネーションが地域の風物詩
- 野球、テニス、スキーなど冠大会を多数開催